# Sultanat du Darfour
 (janvier 2016).
Si vous disposez d'ouvrages ou d'articles de référence ou si vous connaissez des sites web de qualité traitant du thème abordé ici, merci de compléter l'article en donnant les références utiles à sa vérifiabilité et en les liant à la section « Notes et références ».
1603–1874
1898–1916
Entités précédentes :
- Peuple Tounjour

Entités suivantes :
- Province d'Égypte
- Khédivat d'Égypte

Le Sultanat du Darfour (arabe : سلطنة دارفور) est un État précolonial d'Afrique de l'Est dans ce qui correspond aujourd'hui à la région du Soudan. Il fonctionne de manière indépendante de 1603 au 24 octobre 1874.

## Géographie
Le Darfour est principalement composé de plaines semi-arides qui ne peuvent accueillir de population dense. La seule exception est la zone à l'intérieur et autour des montagnes de Djebel Marra. C'est depuis ces bases dans les montagnes qu'une série de tribus étendent leur contrôle à l'ensemble de la région. Les peuplades Dadjos et les peuplades migrantes du XIVe siècle, les Toundjours, sont les plus anciens pouvoirs du Darfour d'après les sources écrites. La passation de pouvoir des peuples Dadjos au peuple Toundjour est facilité par le mariage.
Il est séparé à l'ouest du royaume du Ouaddaï par quelques petits royaumes sujets. À l'est, le contrôle de la plaine de Kordofan est un enjeu économique qui l'oppose au sultanat de Sennar. Le désert Libyque forme la frontière naturelle nord tandis que le Bahr al-Arab forme la frontière sud. Plusieurs voies commerciales passent par le Darfour, ce qui en fait un carrefour commercial important ainsi qu'un axe migratoire d'est en ouest.

## Histoire

### Origines
Selon la tradition orale, le sultanat du Darfour est précédé de deux dynasties autochtones, celles des Dadju et celle des Tunjurs. Le royaume Dadju aurait atteint son apogée aux XIIIe et XIVe siècles avant de décliner au XVe siècle au profit des Tundjurs. Sous la dynastie Tundjurs, l'influence de l'Islam grandit de part les contacts commerciaux noués avec les partenaires commerciaux voisins,. La fondation du Sultanat de Darfour s'effectue probablement au début du XVIIe siècle et doit son nom aux Four, une communauté soudanaise. Cette nouvelle dynastie prend le nom de kayra.
Finalement les Tunjurs commencèrent à se marier avec les Fours produisant le Sultan Dali, une figure célébrée dans les histoires du Darfour, qui était Four par sa mère et rapprochant ainsi la dynastie du peuple qu'elle gouvernait. Dali divisa le pays en provinces et établit un code pénal, qui, sous le titre de Kitab Dali ou le Livre de Dali, est toujours préservé et diffère par quelques aspects de la loi Coranique. Son petit-fils Suleiman (ou "Sulayman", habituellement désigné par l'épithète Four en tant Solon, signifiant "l'Arabe" ou "le Rouge") régna de 1603 à 1637 et fut un grand guerrier et un Musulman dévoué. Suleiman Solon est considéré comme le fondateur de la dynastie Keira ainsi que du sultanat du Darfour[réf. nécessaire].

### Expansion

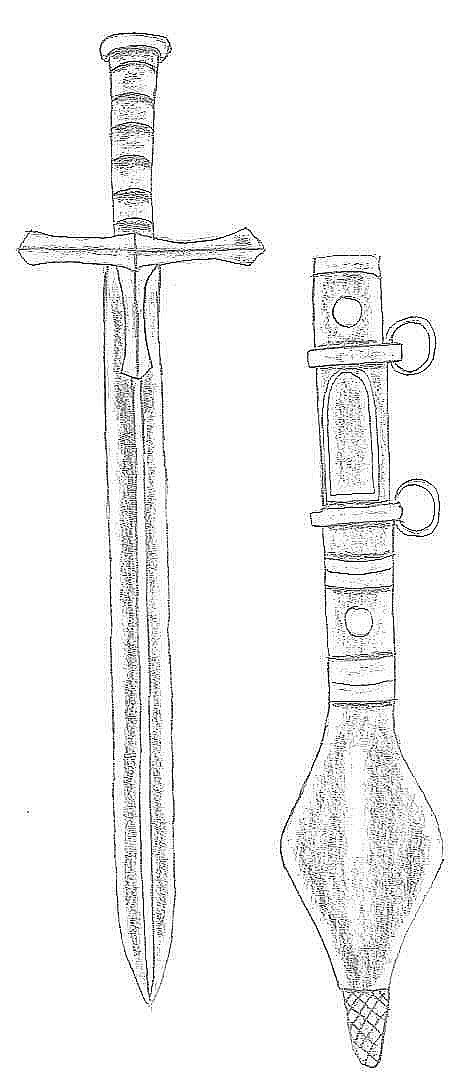
Une épée Kaskara.

Le fondateur de la dynastie est probablement Sulayman Solong (en) dont les estimations de règne varient fortement à cause du récit historiographique basé sur la tradition orale. Son règne débute soit en 1596, soit vers 1640, et s'achève soit en 1637, soit vers 1660. Il est notable pour une politique d'expansion et de consolidation que ses successeurs poursuivent en direction du nord et du nord-ouest. Il aurait annexé la région autour du Djebel Marra.
Le sultanat consolide ses possessions par des mariages. Au XVIIe siècle, il contrôle les territoires périphériques du Ouaddaï et le soumettent à un tribut. Le sultanat est dominé jusqu'à la fin du XVIIIe siècle par des luttes entre deux factions de la dynastie régnante. Les conflits avec le Ouaddaï reprennent également jusqu'à conclure un traité au milieu du XVIIIe siècle. 
À la fin du XVIIIe siècle, les institutions islamiques sont pleinement intégrées au sultanat qui bénéficie d'un développement du commerce extérieur important. Le sultanat est alors à son apogée sous le règne d'Abd al-Rahman.
À la mort d'Abd al-Rahman, de nouveaux conflits de succession déchirent le sultanat et amorcent son déclin.